# Publius Cornelius Lentulus Caudinus
Pour les articles homonymes, voir Cornelius Lentulus.
Publius Cornelius Lentulus Caudinus est un homme politique de la République romaine, du IIIe siècle av. J.-C.
Membre de la branche des Lentuli, de la gens patricienne des Cornelii, il est le fils de Lucius Cornelius Caudinus (consul en 275 av. J.-C.), et le frère de Lucius Cornelius Lentulus Caudinus (consul en 237 av. J.-C.).
En 236 av. J.-C., il est consul avec Caius Licinius Varus comme collègue ; les deux consuls mènent une campagne militaire contre les Boïens et d'autres tribus gauloises de la vallée du Pô ; puis Caudinus combat les Ligures, les bat et obtient un triomphe. 